# Regeltempostörungen
Unter dem Begriff Regeltempostörungen, auch Tempoanomalien genannt, werden Anomalien des Blutungsrhythmus im Menstruationszyklus zusammengefasst. Man unterscheidet dabei zu seltene und zu häufige Regelblutungen.
Davon abzugrenzen sind die Regeltypusstörung, die Störungen des Blutungsmusters bezeichnen.
Blutungsstörungen können auch kombiniert typus- und tempogestört sein.
Zu den Regeltempostörungen gehören:
- Oligomenorrhoe, eine zu seltene Blutung (Zyklus über 31 Tage)
- Polymenorrhoe, eine zu häufige Blutung (Zyklus weniger als 24 Tage)